# Acacia bellula
Acacia bellula là một loài thực vật có hoa trong họ Đậu. Loài này được Drake miêu tả khoa học đầu tiên.